# پیتر بیروش

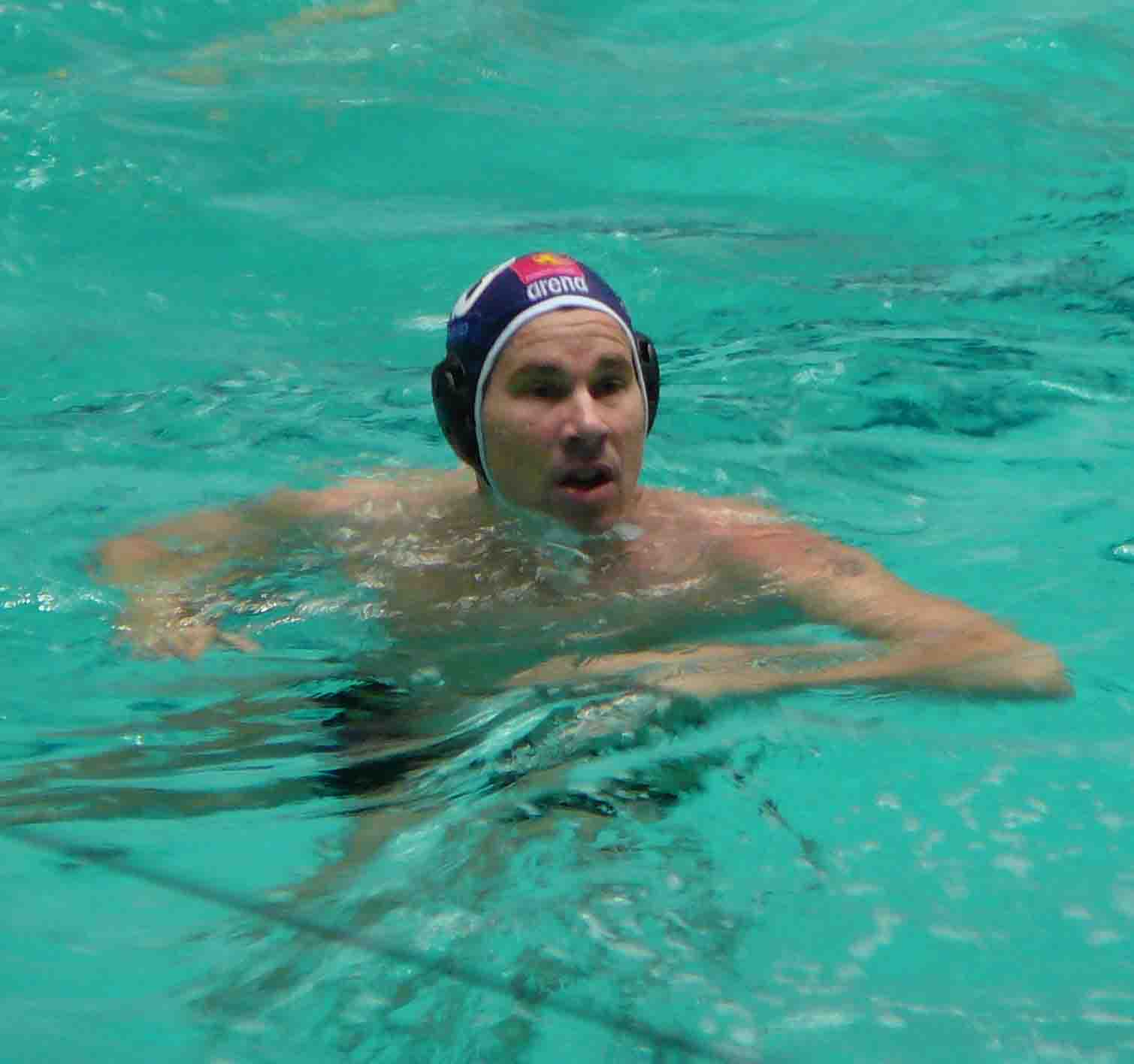
پیتر بیروش - ۲۰۰۷

پیتر بیروش (به مجاری: Péter Biros) ورزشکار مرد رشتهٔ واترپلو اهل کشور مجارستان است. او در بین سال‌های ‎۲۰۰۰ تا ۲۰۰۸ میلادی در مسابقات بازی‌های المپیک تابستانی در مجموع ۳ مدال طلا را کسب کرد.